# Gladwyn Jebb
Sir Hubert Miles Gladwyn Jebb, první baron Gladwyn z Bramfieldu (25. dubna 1900 Firbeck Hall – 24. října 1996 Halesworth) byl britský politik, diplomat a státní úředník. Od ratifikace Charty OSN dne 24. října 1945 zastával funkci úřadujícího generálního tajemníka Organizace spojených národů, a to až do jmenování oficiálně první osoby v úřadu Nora Trygve Lieho, které se uskutečnilo 2. února 1946.
V roce 1960 se stal členem britské šlechty peerem a obdržel dědičný titul baron.

## Osobní život
Po ukončení elitní střední školy Eton College, pokračoval studiem historie na Magdalen College Oxfordské univerzity. V roce 1929 se oženil se Cynthií Nobleovou. Měli tři děti, syna Milesa a dcery Vanessu a Stellu.

## Diplomatická a politická kariéra
V roce 1924 se stal členem diplomatického sboru Spojeného království. Pracoval na různých pozicích na ministerstvu zahraničí (Foreign Office), mimo jiné byl osobním tajemníkem ředitele nebo součástí diplomatických misí v Teheránu a Římě.
V roce 1938 byl členem britské delegace při podpisu Mnichovské dohody. Za druhé světové války působil od roku 1942 na ministerstvu hospodářství a o rok později se stal členem rady ministerstva zahraničí. V této pozici byl přítomen na řadě mezinárodních jednání včetně konferencí v Teheránu, na Jaltě a v Postupimi.
Po skončení druhé světové války pracoval od srpna 1945 ve funkci výkonného tajemníka přípravné komise OSN. Od října téhož roku do jmenování prvního generálního tajemníka OSN v únoru 1946 zastával post úřadujícího generálního tajemníka. V letech 1946–1947 pak působil jako poradce zahraničního úřadu pro záležitosti OSN. Stal se zástupcem Spojeného království na úrovni velvyslance v rámci podpisu Bruselského paktu. V období 1950–1954 pracoval jako britský velvyslanec při OSN, následnou etapu 1954–1960 prožil ve funkci velvyslance ve Francii a aktivní kariéru zakončil v letech 1973–1976 jako poslanec Evropského parlamentu. Roku 1979 v europarlamentních volbách mandát neobhájil.
Byl členem Liberální strany.